# 深海魷
深海魷（学名：Bathyteuthis abyssicola）为深海魷科深海魷屬下的一个种。